# Destiny (альбом Brushy One-String)
Destiny — студийный альбом ямайского автора-исполнителя Эндрю Чина, более известного как Brushy One-String, изданный в 2013 году. Творчество Brushy представляет собой смесь регги, блюза, рэпа, элементов традиционной африканской музыки и альт-рока 1990-х; слушатели часто описывают его стиль как «блюзовый регги».

## Об альбоме
Сын популярного ямайского певца Фредди МакКея и бэк-вокалистки Тины Тёрнер Беверли Фостер, Эндрю Чин с детства увлекался музыкой. Поначалу он собирался играть на кастрюлях, но в итоге обратился к гитаре. Оборвав на инструменте все струны, кроме одной, Эндрю не законфузился, и вышел играть на многолюдные улицы родного города. Энергичные и душевные выступления молодого музыканта быстро разнесли по Ямайке славу о нём.
Неожиданная популярность видео «Chicken in the Corn», выложенного Brushy на YouTube, открыла исполнителя международной аудитории и дала возможность посетить несколько американских музыкальных фестивалей. В марте 2013 года в США и ряде стран Европы был выпущен альбом Destiny, получивший положительные критические оценки, как то «Вполне возможно, самая необычная запись года».
Тепло была встречена и личность самого Чина: «Удивительно душевный исполнитель, чей тепло-мелассовый голос наносит изрядный эмоциональный удар и чьи однострунные риффы необычайно гипнотизируют», «Король однострунной гитары, Brushy — это квинтэссенция ямайского артиста: креативного, остроумного, талантливого, интересного <…> играя на своей однострунной гитаре, он действительно звучит как целая группа».

## Список композиций
| №  | Название                | Длительность |
| -- | ----------------------- | ------------ |
| 1. | «Boom Bam Deng»         | 3:56         |
| 2. | «Grey in My Blue»       | 5:24         |
| 3. | «They Are Going Down»   | 3:52         |
| 4. | «Life Is for Every Man» | 4:25         |
| 5. | «One String Play»       | 3:43         |
| 6. | «Chicken in the Corn»   | 3:10         |
| 7. | «Destiny»               | 3:18         |
| 8. | «War & Crime»           | 5:48         |